# Louis Joseph Joliat
Louis Joseph Joliat est un homme politique français né le 14 janvier 1774 à Porrentruy (Suisse) et décédé le 19 avril 1829 à Paris.
Secrétaire général adjoint du district de Porrentruy en 1793, il est ensuite greffier du tribunal criminel et conseiller de préfecture dans le Haut-Rhin. Sous-préfet d'Altkirch en 1806, chevalier d'Empire en 1811, il est député du Haut-Rhin en 1815, pendant les Cent-Jours.

## Sources
- « Louis Joseph Joliat », dans Adolphe Robert et Gaston Cougny, Dictionnaire des parlementaires français, Edgar Bourloton, 1889-1891 [détail de l’édition]